# Epifagus
Epifagus é um género botânico pertencente à família Orobanchaceae.

## Espécies
- Epifagus americanus
- Epifagus virginianus